# 美味愛砂鮠
美味愛砂鮠，為輻鰭魚綱鯰形目平鰭鮠科的其中一種，為熱帶淡水魚，分布於非洲剛果民主共和國馬萊博湖流域，體長可達2公分，棲息在底層水域，生活習性不明。